# قیچ لوبیایی
قیچ لوبیایی (نام علمی: Zygophyllum fabago) نام یک گونه از سرده قیچ است.